# Łukasz (Kovačević)
Łukasz, imię świeckie Brane Kovačević (ur. 1950 w Piskavicy, zm. 17 grudnia 2021) – serbski biskup prawosławny.

## Życiorys
Ukończył seminarium duchowne Trzech Świętych Hierarchów w monasterze Krka w 1971, zaś w 1982 uzyskał dyplom Instytutu św. Sergiusza z Radoneża w Paryżu. Od sześciu lat był już wtedy mnichem i hierodiakonem.
W 1992 otrzymał nominację na biskupa australijskiego i nowozelandzkiego. Od 1997 do śmierci kierował eparchią zachodnioeuropejską.